# Karsten Speck
Karsten Speck (Bad Schlema, Sassonia, 29 giugno 1960) è un attore, cabarettista e personaggio televisivo tedesco.

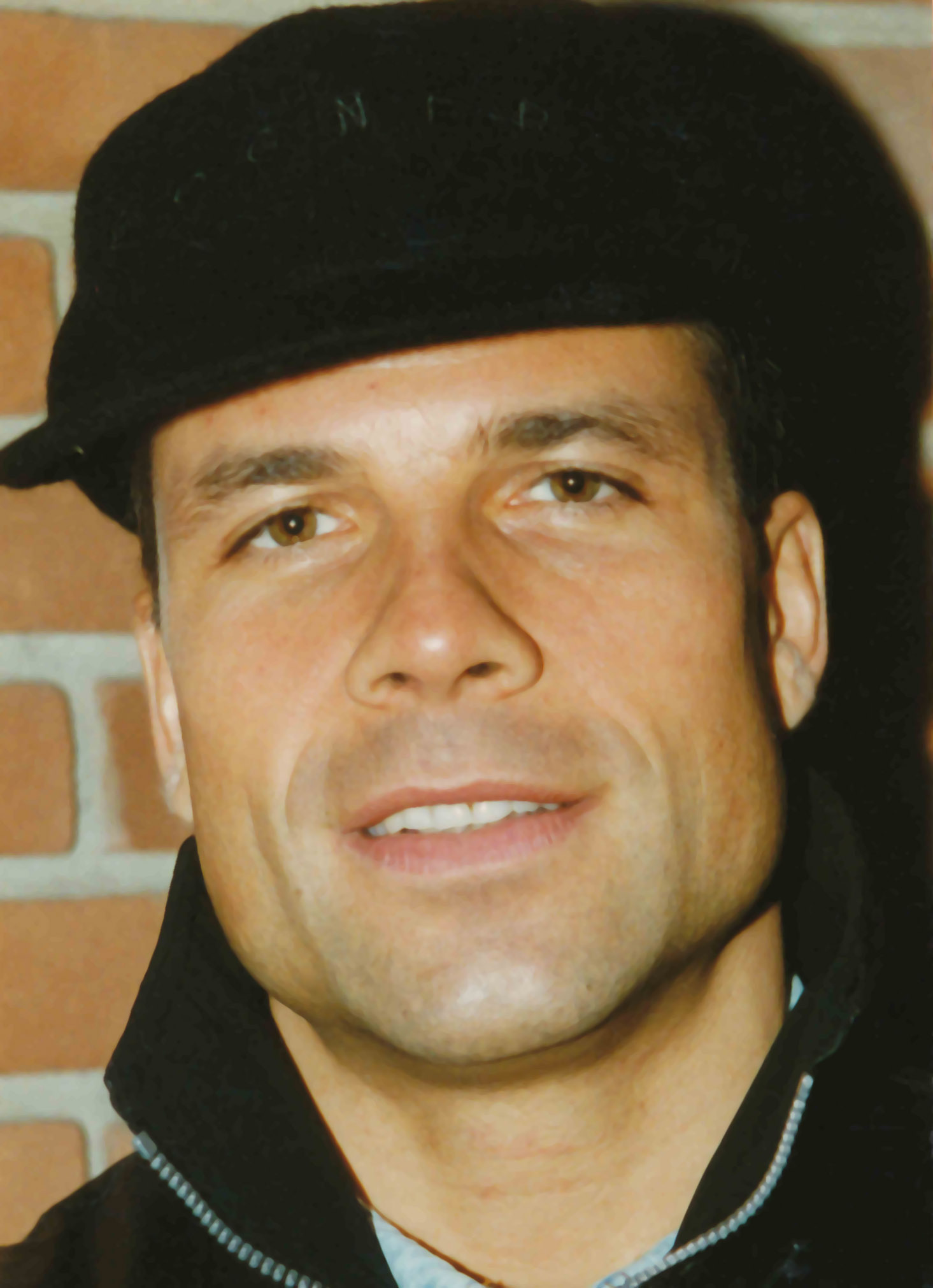
Karsten Speck

Tra i suoi ruoli più noti, figurano quello del Dott. Gregor Kolb nella serie televisiva Freunde fürs Leben (1998-2000) e quello del Dott. Jens Lennart nella serie televisiva La nostra amica Robbie (Hallo Robbie!, 2002-2007).

## Biografia

### Vita privata
Alla fine del 2010, l'attore ha subito da parte di un tribunale di Francoforte sull'Oder una condanna a 5 anni di reclusione per evasione fiscale, condanna per la quale è stato trasferito in un carcere di Berlino.

## Filmografia parziale

### Cinema
- Wie die Alten sungen... (1986)
- Nich' mit Leo (1995)
- Herr Lehmann (2003)

### Televisione
- Zahn um Zahn - Die Praktiken des Dr. Wittkugel  (serie TV, 2 episodi, 1986)
- Der Bremsklotz (1987)
- Liebe anderswo (1987)
- Der Mittelstürmer verweigert das Paradies (1987)
- Glück hat seine Zeit... (1987)
- Der Vogel (1988)
- Der Staatsanwalt hat das Wort  (serie TV, 2 episodi, 1987-1988)
- Barfuß ins Bett (serie TV, 1988)
- Tierparkgeschichten (serie TV, 1989)
- Drei Damen vom Grill (serie TV, 3 episodi, 1991; ruolo: Peter Paulmann)
- Felix und 2x Kuckuck (serie TV, 1992; ruolo: Felix)
- Drei Mann im Bett (serie TV, 1994)
- Sommergeschichten - Fit mit Schmitt (1995; ruolo: Schmitt)
- Wenn der Präsident 2x klingelt (1997; ruolo: Gerhard Zock)
- Freunde fürs Leben (serie TV, 1998-2000; ruolo: Dott. Gregor Kolb)
- Rosamunde Pilcher: Zerrissene Herzen (2000)
- Wilder Hafen Ehe (2001)
- La nostra amica Robbie (Hallo Robbie!, serie TV, 2002-2007; ruolo: Dott. Jens Lennart)

## Programmi televisivi (Lista parziale)
- Ein Kessel Buntes (1990; conduttore)

## Doppiatori italiani
- Ne La nostra amica Robbie , Karsten Speck è doppiato da Massimo Bitossi[4]